# The Stanford Prison Experiment
The Stanford Prison Experiment es una película de suspenso estadounidense de 2015 dirigida por Kyle Patrick Alvarez, escrita por Tim Talbott y protagonizada por Billy Crudup, Michael Angarano, Ezra Miller, Tye Sheridan, Keir Gilchrist, Olivia Thirlby y Nelsan Ellis. La película, estrenada el 17 de julio de 2015, está basada en el "experimento de la cárcel de Stanford" que se llevó a cabo en 1971 por un equipo de investigadores de la Universidad de Stanford.

## Argumento
En 1971, 24 estudiantes fueron seleccionados para tomar roles al azar como prisioneros o guardias en una prisión ficticia en el sótano de la Universidad de Stanford, en el edificio del área de psicología.

## Reparto
- Billy Crudup, como Dr. Philip Zimbardo.
- Michael Angarano, como Christopher Archer.
- Moises Arias, como Anthony Carroll.
- Nicholas Braun, como Karl Vandy.
- Gaius Charles, como Paul Vogel.
- Keir Gilchrist, como John Lovett.
- Ki Hong Lee, como Gavin Lee / 3401.
- Thomas Mann, como Prisoner 416.
- Ezra Miller, como Daniel Culp / 8612.
- Logan Miller, como Jerry Sherman / 5486.
- Tye Sheridan, como Peter Mitchell / 819.
- Johnny Simmons, como Jeff Jansen / 1037.
- James Wolk, como Mike Penny.
- Nelsan Ellis, como Jesse Fletcher.
- Olivia Thirlby, como Dr. Christina Maslach.